# 狼組

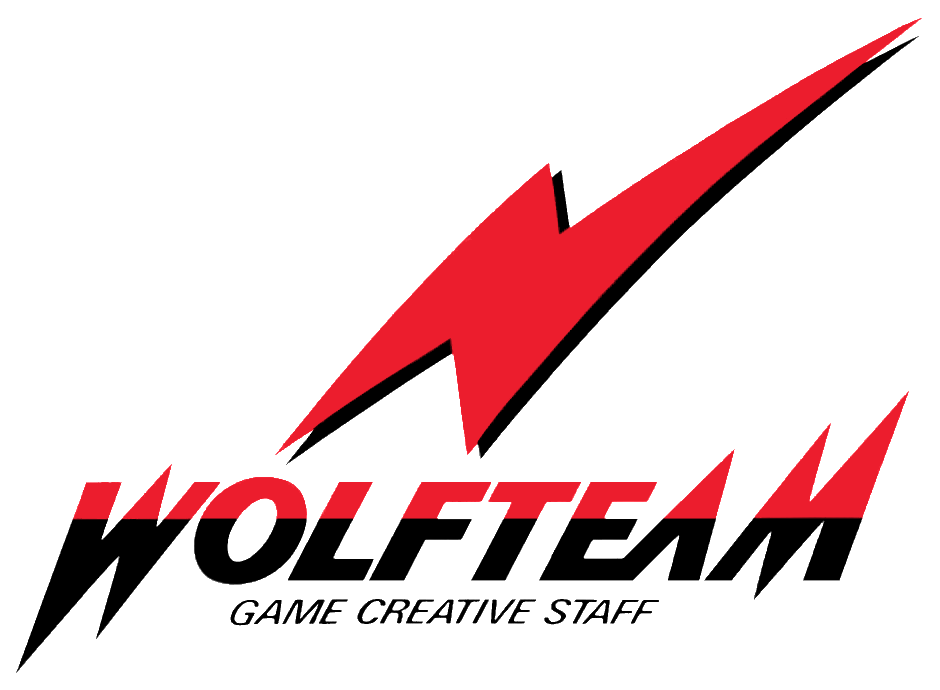

狼組（日語：ウルフチーム）是已經不存在的日本電子遊戲開發公司。在日本通訊網路時代經歷過「開發小組－子公司－母公司合併」三個階段。在1995年製作《時空幻境》時與公司高層發生衝突，導致部分成員退出日本通訊網路。之後仍與南夢宮維持關係，最後在2003年被與南夢宮合資設立的南夢宮傳奇工作室吸収合併，狼組亦宣佈解散。
本小組開發出多款膾炙人口的遊戲，最出名的作品就是夢幻戰士系列與天使之詩系列。
而退出日本通訊網路的原狼組成員則成立了遊戲製作公司tri-Ace（株式会社トライエース）。tri-Ace Inc公司強大的遊戲開發能力讓其成為現在的一線遊戲開發大廠。

## 历史
狼組的前身是日本通訊網路内的同名开发团队，从那时开始开发了Final Zone系列、夢幻戰士系列等。
之后，1987年日本通訊網路的程序员秋筱雅弘独立担任董事长。把当时的开发团队名称直接改成了公司名。开发、销售了《YAKSA》、《亞克斯》系列、《Midgartz》、《あーくしゅ》、《斩》系列、《D～欧洲海市蜃楼～》、《轰》系列、《天舞》系列、《GRANADA》、《FZ战记AXIS》、《SOL-FEACE》等。
由于和公司职员的争执，1990年秋筱退社，之后成立了J force。1990年7月成为日本电信的100%子公司，1991年1月被该公司吸收合并。之后成为开发团队的品牌。此前公司一直以PC游戏为中心，以X68000的游戏开发为契机，进入了使用相同CPU的家用游戏机Mega Drive的游戏开发，随后发布了许多家用游戏，包括超级任天堂平台。

## 狼組遊戲特色
狼組開發團隊的遊戲特色從初代領導秋篠雅弘開始，就擅長設定壯大的遊戲世界觀與細膩的劇情，尤其是悲情的故事手法更是受到遊戲迷的一致好評。由初代夢幻戰士到夢幻戰士四代的劇情演變更是可以看出狼組優質的故事編寫手法。讓遊戲迷就算因為遊戲難度高而大摔手把之際，也會因為想看到後續劇情而再接再厲硬著頭皮玩下去。
這也是五反田義治與部分開發團隊成員退出後，仍有許多遊戲迷希望狼組以前開發的遊戲能繼續延續製作下去的魅力來源。

## 與日本通訊網路的恩怨糾葛
由於在製作時空幻境時，狼組部分成員對南夢宮強勢主導開發進度甚至大幅變更原先遊戲設定的作為嚴重不滿，進而掀起昔日就跟日本通訊網路領導階層水火不容的對立態勢，導致狼組開發領導者五反田義治與部分開發團隊成員紛紛提出離職信，離開日本通訊網路。而喪失重要開發成員的狼組實質上名存實亡，日本通訊網路也因此失去開發人材而一厥不振，瞬間從當時的一線遊戲開發大廠淪落為幾乎毫無大作遊戲開發能力的小廠。

## 開發遊戲系列
夢幻戰士系列
- 夢幻戰士
- 夢幻戰士II
- 夢幻戰士III
- 夢幻戰士IV
- SD夢幻戰士

亞克斯戰記系列
- 亞克斯
- 亞克斯II
- 亞克斯III

斬系列
- 斬 夜叉円舞曲
- 斬－陽炎の時代－
- 斬II
- 斬III

天舞系列
- 天舞~三國志正史
- 天舞~滿漢全席

緋王傳系列
- 緋王傳
- 緋王傳II

天使之詩系列
- 天使之詩
- 天使之詩II